# Francia en los Juegos Paralímpicos de Tel Aviv 1968
Francia estuvo representada en los Juegos Paralímpicos de Tel Aviv 1968 por un total de 54 deportistas, 40 hombres y 14 mujeres.

## Medallistas
El equipo paralímpico francés obtuvo las siguientes medallas:
| Nombre                                                   | Deporte                    | Evento                                           |
| -------------------------------------------------------- | -------------------------- | ------------------------------------------------ |
| Oro                                                      |                            |                                                  |
| Thibaut                                                  | Atletismo                  | 60 m novel A femenino                            |
| Delattre                                                 | Esgrima en silla de ruedas | Florete individual femenino                      |
| Serge Bec Aimé Planchon Pierre Prestat                   | Esgrima en silla de ruedas | Espada por equipos masculino                     |
| Serge Bec Aimé Planchon Roger Schuh                      | Esgrima en silla de ruedas | Sable por equipos masculino                      |
| Dumont                                                   | Halterofilia               | Peso pluma masculino                             |
| Jardine                                                  | Natación                   | 50 m libre clase 5 (cauda equina) femenino       |
| Sparsa                                                   | Natación                   | 25 m espalda completa clase 1 masculino          |
| Sparsa                                                   | Natación                   | 25 m libre completa clase 1 masculino            |
| Daniel Jeannin                                           | Natación                   | 25 m espalda incompleta clase 1 masculino        |
| Daniel Jeannin                                           | Natación                   | 25 m libre incompleta clase 1 masculino          |
| Sestier                                                  | Natación                   | 75 m estilos clase abierta masculino             |
| Mireille Maraschin                                       | Tiro con arco              | Ronda Columbia clase abierta femenino            |
| Girard                                                   | Tiro con arco              | Ronda St. Nicholas paraplejia femenino           |
| Plata                                                    |                            |                                                  |
| Françoise Pequin Le Doze                                 | Esgrima en silla de ruedas | Florete individual novel femenino                |
| Sylviane Guesnon Françoise Pequin Le Doze Monique Siclis | Esgrima en silla de ruedas | Florete por equipos femenino                     |
| Serge Bec                                                | Esgrima en silla de ruedas | Sable individual masculino                       |
| Serge Bec Aimé Planchon Pierre Prestat                   | Esgrima en silla de ruedas | Florete por equipos masculino                    |
| Brifoulliere                                             | Halterofilia               | Peso medio masculino                             |
| Jardine                                                  | Natación                   | 100 m libre clase abierta femenino               |
| Sparsa                                                   | Natación                   | 25 m braza completa clase 1 masculino            |
| Claude Sugny                                             | Natación                   | 25 m espalda incompleta clase 2 masculino        |
| Cestier                                                  | Natación                   | 50 m libre clase especial masculino              |
| Nadal                                                    | Tiro con arco              | Ronda St. Nicholas paraplejia masculino          |
| Bronce                                                   |                            |                                                  |
| Belasset                                                 | Bolos sobre hierba         | Individual femenino                              |
| Belasset Sylviane Guesnon                                | Bolos sobre hierba         | Dobles femenino                                  |
| Serge Bec                                                | Esgrima en silla de ruedas | Espada individual masculino                      |
| Cardon                                                   | Natación                   | 50 m libre incompleta clase 3 femenino           |
| Daniel Jeannin                                           | Natación                   | 25 m braza incompleta clase 1 masculino          |
| Claude Sugny                                             | Natación                   | 25 m libre incompleta clase 2 masculino          |
| Cestier                                                  | Natación                   | 50 m espalda clase especial masculino            |
| Sylviane Guesnon                                         | Tiro con arco              | Ronda St. Nicholas paraplejia masculino          |
| David Trouverie Ventadour                                | Tiro con arco              | Ronda Albion por equipos clase abierta masculino |